# Catedral del Sagrado Corazón (Vientián)
La Catedral del Sagrado Corazón o simplemente Catedral de Vientián es el nombre que recibe un edificio religioso que está afiliado a la iglesia católica y se encuentra ubicado en la localidad de Vientián, la ciudad capital del país asiático de Laos. Cerca al templo se encuentra la Rue de la mission y la Embajada de Francia en Laos.
El templo construido en 1928 sigue el rito romano o latino y sirve como la iglesia madre del Vicariato Apostólico de Vientián (Vicariatus Apostolicus Vientianensis, ອັກຄະສາວົກແທນຂອງນະຄອນຫຼວງວຽງ) que fue elevado a su actual estatus mediante la bula "Est in Sanctae Sedis" del papa Pío XII en 1952.
Esta bajo la responsabilidad pastoral del obispo Jean Khamsé Vithavong.

## Véase también

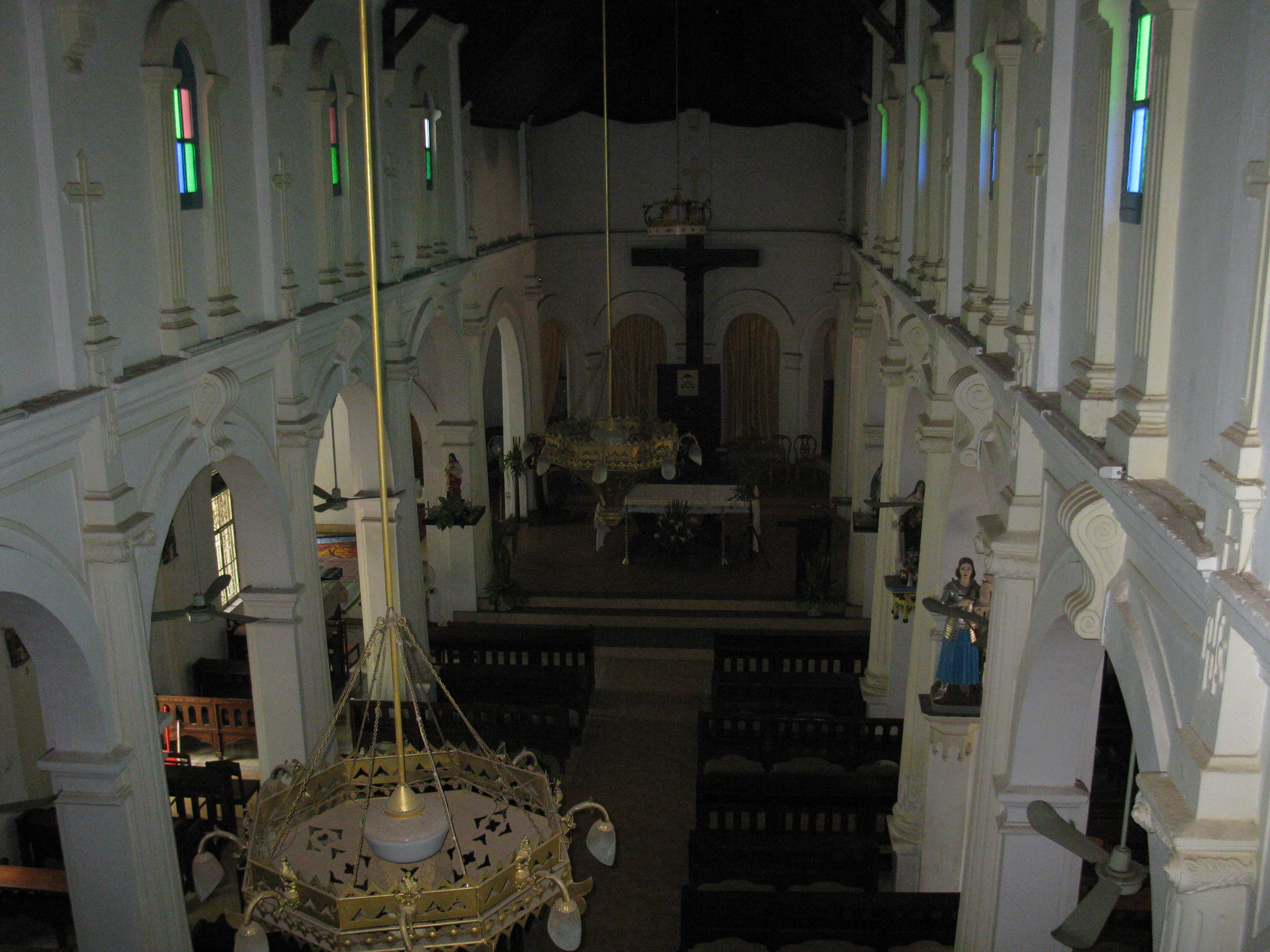
Vista interna